# Poneridia
Poneridia es un género de escarabajos de la familia Chrysomelidae. En 1908 Weise describió el género. Esta es la lista de especies que lo componen:
- Poneridia australis (Boheman, 1859)
- Poneridia costata (Allard, 1889)
- Poneridia limbata Weise, 1913
- Poneridia lugens (Blackburn, 1896)
- Poneridia macdonaldi (Lea, 1895)
- Poneridia quadrinotata (Blackburn, 1890)
- Poneridia richmondenis (Blackburn, 1896)